# Бегство от сна
«Бегство от сна» (англ. Dreamscape; другое название — «Видение») — американский научно-фантастический приключенческий фильм 1984 года, снятый Джозефом Рубеном по сценарию Дэвида Локери, в соавторстве с Чаком Расселом и Рубеном.

## Сюжет
Алекс Гарднер (Деннис Куэйд) — ясновидящий. Поначалу он пытался заработать на своём даре, играя в азартные игры. Вступив из-за этого в конфликт с игровой мафией, он был вынужден скрыться и присоединиться к секретному правительственному проекту.
Выясняется, что Алекс, помимо прочего, наделён паранормальной способностью проникать в чужие сны и, тем самым, исключительно полезен для экспериментов. Поначалу Алекс решил, что цели проекта относятся к чисто медицинским — помочь людям, страдающим расстройством сна. Узнав, что один из пациентов умер во сне от сердечного приступа, он начинает догадываться, что под этим прикрытием планируется вовсе не излечение людей от недуга. Главная цель — это готовящееся покушение на президента США. Один из экстрасенсов должен проникнуть в сны президента в качестве его убийцы. Алекс, используя свои способности, решает расстроить планы киллера.

## В ролях
- Деннис Куэйд — Алекс Гарднер
- Макс фон Сюдов — Петер Новотны
- Кристофер Пламмер — Боб Блейр
- Дэвид Патрик Келли — Томми Рей Глатман
- Кейт Кэпшоу — Джейн Деврис
- Джордж Вендт — Чарли Принс

## Премии и номинации
- 1985 — Фестиваль фантастических фильмов в Брюсселе. Первый приз «Золотой ворон».
- 1985 — Номинация на премию Сатурн — лучший фильм ужасов.